# آی‌اوبی
آی‌اوبی (انگلیسی: Indian Overseas Bank) شرکت دولتی خدمات مالی و بانکداری هندی است، که در سال ۱۹۳۷ تأسیس شد.